# City Hunter (mangá)
City Hunter (シティーハンター, Shitī Hantā, ltr. "Caçador Urbano") é uma série de mangá escrita e ilustrada por Tsukasa Hojo. Publicada na revista Weekly Shōnen Jump de 1985 a 1991 e coletada em 35 volumes tankōbon pela editora Shueisha. O mangá foi adaptado em um animê pela Sunrise Studios em 1987.
City Hunter gerou uma franquia de mídia consistindo em numerosas adaptações e spin-offs de vários países. A franquia inclui quatro temporadas em série de animê, três especial de televisão, dois OVA, vários filmes de animação (incluindo um filme lançado em fevereiro de 2019), vários filmes live-action (incluindo um filme nipo-honconguês estrelado por Jackie Chan, um filme francês e um filme japonês que será produzida pela Netflix) videogames e um série de tv sul-coreana. Também teve um mangá spin-off, Angel Heart, que por sua vez gerou sua própria adaptação em anime e uma série de tv japonesa.

## Enredo
A série segue as façanhas de Ryo Saeba, um "sweeper" (varredor) e detetive particular que trabalha para livrar Tóquio do crime, junto com seu sócio, o ex-policial Hideyuki Makimura. Seu negócio de "City Hunter" é uma operação clandestina, às vezes ele é um guarda-costas, às vezes ele é um assassino, é contatado escrevendo as letras "XYZ" em um quadro negro na estação Shinjuku. Sua única falha são seus hormônios - ele ama as mulheres e às vezes se torna um idiota quando está perto delas.
Quando Hideyuki é assassinado pelo cartel Union Teope, Ryo deve cuidar da meia-irmã de Hideyuki, Kaori, uma garota tomboy que se torna sua nova parceira no processo. No entanto, Kaori é muito suscetível e ciumenta, muitas vezes atingindo Ryo com um martelo gigante quando ele faz algo pervertido. A história também segue o romance nos bastidores entre Ryo e Kaori e a maneira como eles cooperam durante cada missão.

## Personagens
Ryo Saeba (冴羽獠, Saeba Ryō)
Dublado por: Akira Kamiya (Japão);
O protagonista do City Hunter, Ryo é um atirador habilidoso (sua arma clássica é o revólver Colt Python calibre .357 Magnum com um cano de 4 polegadas), um especialista em combate corpo-a-corpo e um excelente motorista (pilotando um Mini Cooper vermelho ou um Fiat Panda verde claro). Ele tem reflexos rápidos, uma audição muito desenvolvida (ele pode ouvir o som de uma arma mesmo a grandes distâncias) e é capaz de perceber imediatamente um perigo iminente. Seu passado está envolto em mistério, ele mesmo não conhece suas origens nem sua verdadeira idade. Ele só sabe que, quando criança, ele sobreviveu a um acidente de avião na América Central, onde seus pais morreram; ali ele cresceu como um guerrilheiro, depois mudou-se para os Estados Unidos para seguir sua atual profissão de "sweeper" (varredor) e finalmente para o distrito de Shinjuku em Tóquio, Japão. Embora ele seja um homem muito atraente, ele nunca consegue conquistar mulheres por causa de suas atitudes maníacas (embora não poucas permaneçam fascinadas por ele quando sua verdadeira natureza profissional surge). Ryo é um pervertido libidinoso que enlouquece só de ver uma calcinha ou um sutiã. Se fosse por ele só aceitaria designações de mulheres bonitas, mas sua assistente Kaori Makimura nunca concorda. Quando, inevitavelmente, uma mulher bonita está envolvida, ela faz de tudo para impedir Ryo de tentar. Apesar de sua reputação como um "mulherengo", na realidade Ryo ama Kaori e está sempre pronto para arriscar sua vida para protegê-la, mas ele não quer declarar seus sentimentos por ela. A razão pela qual ele nunca revela sua afeição por ela é o medo de não saber como protegê-la de criminosos, que, tendo consciência de seus sentimentos, poderiam colocar a vida da menina em sério perigo.
Kaori Makimura (槇村香, Makimura Kaori)
Dublado por: Kazue Ikura (Japão);
A outra metade do City Hunter. Ele se tornou assistente de Ryo após a morte de seu irmão Hideyuki. Ela é uma menina bonita, sensível, altruísta, mas muito tímida e sempre tenta esconder sua feminilidade e seu charme, e é por isso que ela é muitas vezes confundida com um homem por causa de seu cabelo curto e seus modos masculinos. Uma pessoa com um caráter delicado, instintivo e agressivo, quando Ryo assedia mulheres ela sempre ataca usando grandes martelos de pesos variados (geralmente 100 ou 250 toneladas). Com o tempo, Kaori se apaixona por Ryo, mas ela não pode dizer a ele e é por isso que ela o mantém longe (muitas vezes violentamente) de garotas bonitas. Às vezes ela mostra ligeiras tendências neuróticas causadas pelas atitudes idiotas de Ryo e ela tem dúvidas sobre seus sentimentos, porque o protagonista faz de tudo para não mostrar o que realmente sente por ela. Inicialmente fraca e frágil, com o tempo tenta se tornar mais determinada e uma ajuda válida para o protagonista. Na conclusão da quarta série ele finalmente faz uma relação com Ryo.
Hideyuki Makimura (槇村秀幸, Makimura Hideyuki)
Dublado por: Hideyuki Tanaka (Japão);
O melhor amigo e ex-colega de Ryo. Ele era o irmão de Kaori, embora ele não seja irmão de sangue, uma vez que a menina era filha de um criminoso que foi morto durante uma perseguição e foi adotado pela família de Hideyuki quando ela ainda era um bebê. Seu papel era o de um intermediário entre Ryo e a clientela (um papel que herdou para Kaori) e, embora ele não tenha participado das ações mais arriscadas de Saeba, ele também era um homem corajoso com um forte senso de honra e justiça. Ele já foi detetive da polícia e era namorado de Saeko. Posteriormente, ele largou o emprego e se aliou a Ryo, para poder capturar os criminosos que haviam escapado da polícia, mas foi morto por uma organização dedicada ao tráfico de drogas porque se recusou a se juntar a ele. Maki (afetuoso diminutivo) foi prontamente vindicado pelo seu colega. Hideyuki tinha uma natureza suave e pacífica e amava muito sua irmã. A partir desse momento, Ryo promete cuidar de Kaori.
Umibōzu (海坊主)
Dublado por: Tesshō Genda (Japão);
Também conhecido como o Falcão, um homem gigantesco e bruto, seu nome real é Hayato Ijuin e ele era anteriormente inimigo de Ryo na época da guerra (que nunca é especificado), na verdade ambos eram mercenários e lutavam em dois lados opostos. Seu relacionamento é amor-ódio, mas eles se ajudam em caso de necessidade. Ao contrário de Ryo, que usa um revolver, Umibozu tem uma paixão por armas de grande calibre, como RPG e a metralhadora M60, sem esquecer o Smith & Wesson M29 .44 Magnum. Apesar de seu olhar ameaçador e sua atitude rude, Umibozu é, na realidade, uma pessoa de alma nobre e sempre a serviço de seus amigos e dos mais fracos. Ele também, como Ryo, é um lutador habilidoso, tanto com armas quanto com as próprias mãos, e é um profissional em montar armadilhas. Sua única fraqueza é o medo de gatos, que muitas vezes o leva a perder completamente os sentidos. Ao contrário de Saeba, ele é muito tímido com mulheres e cora se uma garota bonita se aproxima dele. Ele está apaixonado por Miki, um órfão de guerra que ele criou e treinou quando ela ainda era criança, mas ele, como Ryo, tende a se distanciar de sua amada para evitar uma vida cheia de perigos. No final, ele decide ficar com ela e se casar com ela. Dotado de uma visão fraca já em sua primeira aparição (mesmo que seja destacado apenas mais tarde), no curso da história ele se torna cego e, embora nunca desdenha a ajuda de Ryo, ele se instala no café de Miki.
Miki (樹樹, Miki)
Dublado por: Mami Koyama (Japão);
Miki era um órfão de guerra que Umibozu encontrou em uma aldeia completamente destruída. Ao contrário de seus hábitos, Umibozu decidiu levá-la com ele e ensiná-la tudo o que sabia para que pudesse um dia conseguir se virar por conta própria. Somente quando Miki mostrar a intenção de querer se juntar à equipe guerrilheira, Umibozu entenderá que ela mudou radicalmente sua vida, e se sentindo culpado tenta torná-la uma garota "normal" novamente, abandonando-a, depois de fazê-la acreditar que ele voltaria ao mundo civilizado. Mas Miki não desiste e depois de muita pesquisa consegue se encontrar com Falcon e fazê-lo aceitar um pacto: se ela conseguir matar Ryo Saeba, Umibozu concordará em se casar com ela. Para fazer isso, Miki se tornará o dono do café Cat's Eye, onde Ryo começará a ser atraído cada vez mais pela beleza da mulher. Eventualmente Miki não matará Ryo, mas graças à cumplicidade de Kaori e do próprio Ryo, ele ainda poderá tê-lo ao lado dela no Cat's Eye, até que eles se casem. O Cat's Eye se tornará um dos lugares fundamentais do anime e o lugar favorito dos dois varredores, já que é lá que eles sempre trarão seus clientes e darão origem às mais espetaculares brigas.

## Media

### Manga
A primeira história publicado foi o one-shot City Hunter - XYZ (『シティーハンター -XYZ-』), publicado na edição de nº 18 de 1983 da revista Weekly Shonen Jump e que ganhou o prêmio de escolha dos leitores (Readers 'Award) e o Winning Award da mesma revista. A sequência chamada City Hunter - Double Edge (『シティーハンター - ダブル-エッジ -』) foi publicada na revista Fresh Jump na edição de fevereiro de 1984. A publicação serializada começou em Weekly Shonen Jump na edição nº 13 de 1985 até a edição nº 50 de 1991.
City Hunter é a segunda série publicada de Tsukasa Hojo, Cat's ♥ Eye (キャッツアイ) foi publicada de 1981 á 1984. Takehiko Inoue foi assistente na série, que depois seria mais conhecido pelo seus mangás de sucessos Slam Dunk e Vagabond.
A série foi agrupada e publicada em 35 volumes tankobon pelo selo Jump Comics da editora Shueisha entre 15 de janeiro de 1986 e 15 de abril de 1992. Nesses volumes, a série é agrupada em 55 histórias diferentes ou "episódios", em vez de seus capítulos individuais originais. Cada história é centrada em um personagem feminino diferente ou "heroína". Uma edição de 18 volumes da Shueisha Library foi publicada de 18 de junho de 1996 a 17 de outubro de 1997. Uma terceira edição foi publicada pela Tokuma Shoten de 16 de dezembro de 2003 a 15 de abril de 2005. Chamada de City Hunter COMPLETE EDITION consistindo de 32 volumes + 3 volumes extras nomeados X, Y e Z, sendo X e Y coleções de ilustrações e Z uma compilação. Para celebrar o aniversário da série, uma quarta edição City Hunter XYZ edition está sendo publicada pela Tokuma Shoten em doze volumes. O primeiro volume foi publicado em 18 de julho de 2015. O décimo segundo foi publicado em 19 de dezembro de 2015.

#### Spinoff
Em 2001, Hojo iniciou uma série de sucessos intitulada Angel Heart. A série se passa em um universo paralelo com City Hunter, onde o personagem de Kaori Makimura é morta e seu coração transplantado em Xiang-Ying, a protagonista de Angel Heart.
Um mangá Isekai chamado Kyō Kara City Hunter (今日からシティーハンター, Lit. De agora em diante, City Hunter), de autoria de Sokura Nishiki, é centrado em torno de uma mulher solteira de 40 anos que é fã de Ryō Saeba e de repente morre em um acidente de trem e reencarna como uma adolescente no mundo de City Hunter, é publicada na revista Monthly Comic Zenon desde 25 de julho de 2017. O primeiro volume foi lançado em 20 de abril de 2018.
Em abril de 2018 o spin-off City Hunter Gaiden Ijuin Hayato-shi no Heion Naranu Nichijō (CITY HUNTER外伝 伊集院隼人氏の平穏ならぬ日常) foi lançado no site Comic Tatan (コミックタタン). O mangá centra-se no personagem Umibōzu e no primeiro capítulo, intitulado "Bubbly Time", ele escuta e responde aos problemas de seus clientes no café Cat's Eye.

### Anime
A mangá foi adaptado em quatro séries de anime produzida por Sunrise, embora tenha sido co-produzido pela Yomiuri TV, foi transmitido pela NTV, que também faz parte do Yomiuri Shimbun.
A primeira série chamada City Hunter (シティーハンター) foi dirigida por Kenji Kodamas, transmitida em 51 episódios entre 6 de abril de 1987 e 28 de março de 1988. City Hunter 2 (シティーハンター2) foi transmitido em 63 episódios entre 8 de abril e 14 de julho. City Hunter 3 (シティーハンター3) foi transmitido em 13 episódios de 15 de outubro de 1989 a 21 de janeiro de 1990. A quarta série City Hunter '91 (シティーハンター'91) foi transmitido em 13 episódios entre 28 de abril e 10 de outubro de 1991, com direção de Kiyoshi Egami.

#### Trilha sonora
Aberturas
- "City Hunter ~Ai yo kienaide~" (City Hunter〜愛よ消えないで〜), letras de Keiko Asou, composição de Yoshiaki Ohuchi, arranjo de Osamu Totsuka e vocal de Kahoru Kohiruimaki.[24] (City Hunter episódios 1-26)
- "Go Go Heaven", letras de Natsuo Giniro, composição de Yoshiyuki Ohsawa, arranjo de Takao Abe e vocal de Yoshiyuki Ohsawa.[25] (City Hunter episódios 27-51)
- "Angel Night", letras de Yukio Matsuo, composição de Masaya Matsuura, arranjo de Masaya Matsuura e vocal de PSY･S.[26] (City Hunter 2 episódios 1-37)
- "Sara", composição de Masatoshi Nishimura, letras, arranjo e vocal de FENCE OF DEFENSE.[27] (City Hunter 2 episódios 28-63)
- "Running to Horizon", letras de Mitsuko Komuro, composição e arranjo de Tetsuya Komuro e vocal de Tetsuya Komuro.[28] (City Hunter 3 episódios 1-13)
- "Downtown Game", letras de Goro Matsui, composição de Masao Kuzuba, arranjo de Nobuyuki Shimizu, vocal de GWINKO.[29] (City Hunter '91 episódios 1-13)

Encerramentos
- "Get Wild", letras de Keiko Asou, composição e arranjo de Tetsuya Komuro e vocal de TM NETWORK.[30][31] (City Hunter episódios 1-51)
- "Super Girl", letras de Yasuyuki Okamura, composição de Yasuyuki Okamura, arranjo de Nobuyuki Shimizu e vocal de Yasuyuki Okamura.[26] (City Hunter 2 episódios 1-37)
- "Still Love Her", letras de Tetsuya Komuro, composição de Tetsuya Komuro & Naoto Kine, arranjo de Tetsuya Komuro e vocal de TM NETWORK.[32] (City Hunter 2 episódios 38-63)
- "Atsuku Naretara", letras de Ichiko Takehana, composição de Masashi Chizawa, arranjo de Ryoichi Kuniyoshi e vocal de Kiyomi Suzuki.[28] (City Hunter 3 episódios 1-13)
- "Smile & Smile", letras de REDS (AURA), composição de Tatsumaki no Pie, arranjo de AURA & Nobuhiko Sato e vocal de REDS (AURA).[29] (City Hunter '91 episódios 1-13)

### Filmes, OAV e especiais de TV
Um total de seis longas-metragens animados foram produzidos, incluindo dois longa-metragem para o cinema e dois filmes OAV, e três filmes especiais para televisão.
Longa-metragem para o cinema
- City Hunter: A Magnum e o Destino do Amor (シティーハンター 愛と宿命のマグナム, Shitī huntā: Ai to shukumei no magunamu)[33][34]

Lançado no Japão em 17 de junho de 1989, com
Direção de Kenji Kodama e roteiro de Tsukasa Hōjō.
Duração: 87 minutos.
- City Hunter, o Filme: Detetive Particular de Shinjuku (劇場版シティーハンター <新宿プライベート・アイズ>, Shitī Hantā <Shinjuku Private Eyes>)[33][35]

Lançado no Japão em 8 de fevereiro de 2019.
Direção de Kenji Kodama e roteiro de Tsukasa Hōjō.
Duração: 87 minutos.
Original Video Animation (OAV)
- City Hunter: A Cidade Portuária em Guerra (シティーハンター ベイシティウォーズ, Shitī Hantā bei shiti voosu)[33][36]

Lançado no Japão em 25 de agosto de 1990.
Direção de Kenji Kodama e roteiro de Tsukasa Hōjō.
Duração: 87 minutos.
- City Hunter: Conspiração de Um Milhão de Dólares (シティーハンター 百万ドルの陰謀, Hyakuman Dollar no Inbou)[33][37]

Lançado no Japão em 25 de agosto de 1990.
Direção de Kenji Kodama e roteiro de Tsukasa Hōjō.
Duração: 45 minutos.
Filmes para a televisão (especiais)
- City Hunter: O Serviço Secreto (シティーハンタースペシャル　ザ・シークレット・サービス, Shitī Hantā Za shīkuretto sābisu)[33][38]

Lançado no Japão em 5 de janeiro de 1996.
Direção de Kenji Kodama e roteiro de Akinori Endo.
Duração: 90 minutos.
- City Hunter: Adeus Meu Amor (シティーハンタースペシャル　グッドバイ・マイ・スイート・ハート, Shitī Hantā Guddo bai mai suīto hāto)[33][39]

Lançado no Japão em 25 de abril de 1997.
Direção de Kazuo Yamazaki, Kenji Kodama e roteiro de Akinori Endo.
Duração: 90 minutos.
- City Hunter: Transmissão Especial! A Morte do Cruel Bandido Saeba Ryo (シティーハンター 緊急生中継!? 凶悪犯冴羽獠の最期, Shitī Hantā Kinkyū namachūkei!? Kyōakuhanzai Saeba Ryō no saigo)[33][40]

Lançado no Japão em 23 de abril de 1999.
Direção de Masaharu Okuwaki e roteiro de Nobuaki Kishima.
Duração: 91 minutos.

### Filmes Live-action

#### Filmes chineses
Saviour of the Soul (chinês tradicional: 九一神鵰俠侶, pinyin: Gauyat sandiu haplui) é um filme de ação e artes marciais de Hong Kong de 1991 que usa os personagens de City Hunter, mas com um enredo consideravelmente diferente. Dirigido por Corey Yuen, é estrelado por Andy Lau, Anita Mui e Aaron Kwok.
Em 1993, foi lançada uma adaptação cinematográfica em live-action chamada de City Hunter (chinês tradicional: 城市獵人, pinyin: Sing si lip yan), é uma co-produção nipo-honconguês dirigida por Wong Jing e estrelada por Jackie Chan no papel de Ryo Saeba, Joey Wong como Kaori Makimura, Kumiko Goto como Shizuko Imamura e Chingmy Yau como Saeko Nogami. Levemente baseado no mangá a mistura de ação com comédia e o lado obcecado do personagem principal são os únicos pontos fies ao mangá. Em Hong Kong, o filme arrecadou HK$ 30,762,782 (US$ 4 milhões), tornando-se o quinto filme de maior bilheteria de 1993. No Japão, o filme rendeu ¥ 561 milhões (US$ 7,03 milhões) em receita de distribuição.
Mr Mumble (chinês tradicional: 孟波, pinyin: Meng Bo) um filme de Hong Kong dirigido por Jun-Man Yuen e Michael Chow e lançado em 1996, é uma adaptação não oficial do mangá City Hunter que manteve o conceito de City Hunter, mas mudou os nomes dos personagens.
Um novo filme chinês baseado em City Hunter foi anunciado em 2016, o filme seria dirigido pelo cineasta de Hong Kong, Stanley Tong, estrelando o ator chinês Huang Xiaoming como Ryo Saeba.

#### Filme francês
Nicky Larson et le parfum de Cupidon (Nicky Larson e a Fragrância do Cupido) é uma comédia policial francesa dirigida e estrelada por Philippe Lacheau, que também co-escreveu o roteiro com Julien Arruti e Pierre Lacheau. É uma adaptação direta de City Hunter (conhecido como Nicky Larson na França), Tsukasa Hojo concordou com a adaptação depois de ler o roteiro. O filme apresenta Philippe Lacheau, Élodie Fontan, Tarek Boudali e Julien Arruti nos papéis principais. O filme foi exibido na maior parte da França em 15 de dezembro de 2018, antes de seu lançamento nacional em 6 de fevereiro de 2019.

### Séries de TV
Uma série de televisão live-action de City Hunter foi anunciada em 2008, para ser produzida e distribuída pela Fox Television Studios e pela empresa de mídia sul-coreana SSD. Jung Woo-sung, estava programado para interpretar Ryo ao lado de estrelas de Hollywood, com locações filmadas em Seul e Tóquio. Este projeto, no entanto, parece ter sido cancelado sem mais especificações.
Em 2011, City Hunter foi adaptada em uma série de televisão sul-coreana com o mesmo nome City Hunter (hangul: 시티헌터; rr: Siti Heonteo) transmitido pela Seoul Broadcasting System, estrelando Lee Min-ho e Park Min-young. Estreou em 25 de maio de 2011 e foi finalizada em 28 de julho de 2011 com um total de 20 episódios. A série recebeu críticas positivas e também foi um sucesso comercial que vendeu espaço publicitário a um alto preço de £ 420 milhões (US$ 420.000) por episódio. Até o final de sua execução em julho de 2011, a série ganhou ₩ 10,45 bilhões (US$ 10,45 milhões) de publicidade televisiva na Coréia do Sul.
Em 2015, o mangá spin-off Angel Heart recebeu sua própria adaptação para a TV japonesa. Angel Heart (エンジェル・ハート, Enjeru Hāto) foi exibido na Nippon TV de 11 de outubro de 2015 à 6 de dezembro de 2015, com um total de 9 episódios de 55 minutos de duração.

### Video games

#### Famicom Jump: Hero Retsuden
Famicom Jump: Hero Retsuden (ファミコンジャンプ 英雄列伝, Famikon Janpu Hīrō Retsuden), é um trabalho de crossover que é co-estrelada pelos sucessivos personagens de mangá da revista da editora Shueisha, Weekly Shonen Jump, que foi lançado em comemoração ao 20º aniversário da primeira edição da revista. O personagem principal é um leitor de Shonen Jump e pode salvar o mundo que está sendo controlado por Piccolo Daimaoh (de Dragon Ball). Desenvolvido pela TOSE e publicado por Bandai, foi lançado em 15 de fevereiro de 1988 no mercado japonês para o console Nintendo Family Computer, foi o primeiro da série de jogos crossover de Shonen Jump[carece de fontes?] O jogo consiste em um personagem principal vagando e encontrando os muitos heróis de Shonen Jump enquanto eles tentam salvar o mundo de uma aliança de muitos dos mais poderosos e malignos vilões de Shonen Jump.  Ryo Saeba é um dos personagens jogáveis do jogo, entre outros heróis da revista.

#### City Hunter
City Hunter (シティハンター) foi lançado em 2 de março de 1990, desenvolvido e publicado pela Sunsoft para NEC PC Engine no Japão. A jogabilidade é de um shooter de deslocamento lateral do gênero ação e aventura. O jogador controla Ryo pelos estágios, atirando nos inimigos que aparecendo com sua arma.

#### Jump Force
Jump Force (ジャンプフォース, Janpu Fōsu) é um jogo de luta crossover desenvolvido pela Spike Chunsoft e publicado pela Bandai Namco Entertainment apresentando personagens de várias séries de mangá da antologia Weekly Shonen Jump em comemoração ao 50º aniversário da revista. O jogo foi lançado em 14 de fevereiro de 2019 no Japão para PlayStation 4 e no resto do mundo em 15 de fevereiro de 2019 para Microsoft Windows, PlayStation 4 e Xbox One. No lançamento o jogo apresenta 40 personagens jogáveis de 16 séries, com nove personagens adicionais planejados para serem adicionados via DLC, totalizando 49 personagens. Ryo Saeba é um dos personagens jogáveis no jogo.

## Recepção
Em 2016, a série de mangá City Hunter vendeu mais de 50 milhões de volumes tankobon em todo o mundo. Além disso, a série teve a circulação de cerca de 900 milhões de exemplares da revista Weekly Shōnen Jump, entre 1985 e 1991. A série foi eleita a 19ª série "Mais Poderosa" em Shonen Jump. Em uma pesquisa realizada em 2005 pela TV Asahi, City Hunter foi eleito o 66º lugar entre as 100 séries de TV mais populares, conforme votado pelos telespectadores.
Os personagens Ryo e Kaori se mostraram populares entre os fãs. Na votação do público no Animage Anime Grand Prix, Saeba Ryo foi eleito o segundo na seção "Melhor Personagem Masculino" em 1988. Em 1989, 1990 e 1991 ele foi o primeiro lugar. Em 1992, ele foi eleito o sexto lugar. Kaori Makamura foi eleito o décimo quinto na categoria "Melhor Personagem Feminina" em 1988, antes de subir para o oitavo lugar em 1989. O Kaori ficou em quinto lugar em 1990, antes de cair para o sexto e décimo primeiro em 1991 e 1992, respectivamente.
O primeiro tema de encerramento do anime, "Get Wild", da TM Network, e um remix posterior de 1989, vendeu um combinado de 515.010 singles no Japão.

## Legado
Uma réplica do "martelo de 100 toneladas" que a personagem Kaori usa, arrecadou ¥ 1,832 milhão (US$ 17.150) no Yahoo Auctions em 2007. Foi o item de caridade mais vendido do ano pelo serviço.
Em 2012, os personagens de Ryo, Kaori e Umibozu apareceram em um vídeo para o músico virtual Mana. Mana é uma colaboração entre Hojo e Tetsuya Komuro da TM NETWORK.
A capa de "Zero", single de 2015 do cantor de R&B contemporâneo e hip hop Chris Brown, foi supostamente copiada de um dos esboços de City Hunter.
City Hunter XYZ é uma série de fan film francês dirigido e escrito por Filip Wong composto de 4 curta-metragens e exibido inicialmente em 30 de outubro de 2019, foi postado no YouTube em 27 de abril de 2020 durante o confinamento ligado à crise de saúde do COVID-19. É uma adaptação a primeira parte do arco Angel Dust do mangá, levou 4 anos e meio de desenvolvimento dado o seu micro-orçamento de cerca de apenas 800 euros.